# Villa Regina
Villa Regina – argentyńskie miasto leżące w Patagonii, w departamencie General Roca w prowincji Río Negro.
W roku 2001 miasto liczyło 27 516 mieszkańców (co oznacza, że w ciągu 10 lat od roku 1991 ludność miasta wzrosła o 12,4%).
Miasto założone zostało w 1924 roku.